# NGC 5939
NGC 5939 في الفهرس العام الجديد، هي مجرة، تقع في كوكبة الدب الأصغر. اكتشفت في 11 يوليو 1883 بواسطة لويس سويفت.

## روابط خارجية
- NGC 5939 على موقع ويكي سكاي: DSS2, SDSS, GALEX, IRAS, Hydrogen α, X-Ray, Astrophoto, Sky Map, Articles and images